# Куп Републике Српске у фудбалу 2009/10.
Куп Републике Српске у фудбалу 2009/10. је седамнаеста сезона овог такмичења које се одржава на територији Републике Српске у организацији Фудбалског савеза Републике Српске. Прво такмичење је одржано у сезони 1993/94.
У купу као и до сада учествују фудбалски клубови са подручја Републике Српске. Клубови нижег нивоа такмичења морају у оквиру подручних савеза изборити учешће у купу. Такмичењу се од шеснаестине финала прикључују и клубови из Прве лиге Републике Српске и клубови Републике Српске који се такмиче у Премијер лиге Босне и Херцеговине.
Парови се извлаче жребом. До полуфинала се игра по једна утакмица, у полуфуналу и финалу две.

## Парови и резултати

### Шеснестина финала
Утакмице су одигране 22. и 23. септембра 2009.
| Утак. | Клуб, Место            | Резултат           | Клуб, Место               |
| ----- | ---------------------- | ------------------ | ------------------------- |
| 1     | Пролетер, Теслић       | 3 : 0              | Лакташи, Лакташи          |
| 2.    | Јединство Жеравица     | 1 : 1 2 : 4 пенали | Борац Бањалука            |
| 3.    | Лијевче, Нова Топола   | 2 : 1              | Озрен, Петрово            |
| 4.    | Прогрес, Кнежево       | 1 : 3              | Слога, Добој              |
| 5.    | Братство, Козарац      | 0 : 0 3 : 4 пенали | Љубић, Прњавор            |
| 6.    | Миренал Бања Врућица   | 1 : 1 4 : 5 пенали | Рудар, Приједор           |
| 7.    | Козара, Градишка       | 0 : 0 5 : 4 пенали | Модрича Максима, Модрича  |
| 8.    | Слобода, Нови Град     | 1 : 0              | БСК, Бањалука             |
| 9.    | Стакорина, Чајниче     | 0 : 2              | Сутјеска, Фоча            |
| 10.   | Гласинац, Соколац      | 0 : 2              | Напредак, Доњи Шепак      |
| 11.   | Борац, Шамац           | 0 : 2              | Фамос, Војковићи          |
| 12.   | Младост, Богутово Село | 2 : 0              | Дрина, Зворник            |
| 13.   | Младост, Доња Слатина  | 2 : 2 9 : 8 пенали | Младост, Гацко            |
| 14.   | Радник, Бијељина       | 5 : 2              | Славија, Источно Сарајево |
| 15.   | Јединство, Брчко       | 1 : 2              | Леотар, Требиње           |
| 16.   | Младост, Рогатица      | 1 : 0              | Дрина ХЕ, Вишеград        |

### Осмина финала
Утакмице су одигране 11. 13. и 14. октобра 2009.
| Утак. | Клуб, Место            | Резултат           | Клуб, Место      |
| ----- | ---------------------- | ------------------ | ---------------- |
| 1.    | Леотар, Требиње        | 0 : 0 5 : 3 пенали | Борац, Бањалука  |
| 2.    | Слобода, Нови Град     | 2 : 1              | Пролетер, Теслић |
| 3.    | Младост, Рогатица      | 0 : 2              | Рудар, Приједор  |
| 4.    | Напредак, Доњи Шепак   | 0 : 1              | Радник, Бијељина |
| 5.    | Младост, Богутово Село | 5 : 0              | Сутјеска, Фоча   |
| 6.    | Младост, Доња Слатина  | 4 : 1              | Љубић, Прњавор   |
| 7.    | Лијевче, Нова Топола   | 0 : 2              | Слога, Добој     |
| 8.    | Борац, Шамац           | 0 : 5              | Козара, Градишка |

### Четвртфинале
Утакмице су одигране 12. и 15. новембра 2009.
| Утак. | Клуб, Место            | Резултат           | Клуб, Место      |
| ----- | ---------------------- | ------------------ | ---------------- |
| 1.    | Радник, Бијељина       | 4 : 1              | Леотар, Требиње  |
| 2.    | Слобода, Нови Град     | 3 : 3 7 : 8 пенали | Козара, Градишка |
| 3.    | Младост, Доња Слатина  | 2 : 0              | Рудар, Приједор  |
| 4.    | Младост, Богутово Село | 0 : 1              | Слога, Добој     |

### Полуфинале
| Утак. | Клуб, Место           | Укупан резултат | Клуб, Место      | 1. утак. - | 2. утак. 11. мај 2010. |
| ----- | --------------------- | --------------- | ---------------- | ---------- | ---------------------- |
| 1.    | Слога, Добој          | 2 : 6           | Козара, Градишка | 1:3        | 1:3                    |
| 2.    | Младост, Доња Слатина | 2 : 6           | Радник, Бијељина | 2:2        | 0:4                    |

## Финале
| Утак. | Клуб, Место      | Укупан резултат | Клуб, Место      | 1. утак. - 6. јун 2010. | 2. утак. 10. јун 2010. |
| ----- | ---------------- | --------------- | ---------------- | ----------------------- | ---------------------- |
| 1.    | Радник, Бијељина | 2:2             | Козара, Градишка | 1:0                     | 1:2                    |

1. ↑  Раднички је освојио кул према павилу више постигнутих голова у гостима

| Победник Купа Републике Српске у фудбалу 2009/10. |
| ------------------------------------------------- |
| ФК Радник Бијељина 1. титула                      |